# Kane Richards
Kane Richards (Gold Coast, 1 december 1996) is een Australisch wielrenner.

## Carrière
In 2018 reed Richards voor Team McDonalds Down Under. Namens dat team werd hij in februari tweede in het puntenklassement van de Herald Sun Tour, achter Steele Von Hoff. In de Sri Lanka T-Cup, die in mei werd verreden, eindigde hij op de zeventiende plaats in het door Yasuharu Nakajima gewonnen algemeen klassement. Tussen 2019 en 2022 reed Richards voornamelijk in het Australische amateurcircuit. Daar won hij in 2022 onder meer een etappe en het eindklassement in de Ronde van Gippsland. Daarnaast won hij dat jaar het eindklassement van de National Road Series, een regelmatigheidsklassement. Daarnaast reed hij dat jaar enkele eendagskoersen in Nederland, België en Frankrijk en nam hij deel aan de Ronde van Langkawi, waar hij in de etappe naar Genting Highlands deel uitmaakte van de vroege vlucht.
In januari 2023 werd Richards vijfde in het nationale kampioenschap op de weg. In het voorjaar en een deel van de zomer was hij met zijn ploeg ARA | Skip Capital in Europa, waar hij deelnam aan enkele koersen in wederom Nederland, België en Frankrijk. In september won hij twee etappes in de Ronde van het Poyangmeer, die was opgedeeld in twee afzonderlijke wedstrijden: een UCI-koers en een amateurwedstrijd. In beide gedeeltes won hij één etappe. In oktober werd hij, achter Lukas Pöstlberger, tweede in de Hong Kong Cyclothon. In november won hij nog een etappe in zowel de Ronde van Southland als de Ronde van Tasmanië. In 2024 maakte Richards de overtap naar AC Bisontine, op het hoogste amateurniveau in Frankrijk. Namens die ploeg won hij enkele koersen in het Franse amateurcicruit, waarna hij in juli de overtap maakte naar het continentale Roojai Insurance. Namens die Thaise ploeg won hij in september de tijdrit in de Ronde van Poyangmeer, waarna hij de leiderstrui overnam van Pjotr Rikoenov. Na twee etappes in de leiderstrui moest Richards deze weer afstaan aan diezelfde Rikoenov, die ook het eindklassement op zijn naam schreef. Richards strandde op plek twee, op tien seconden van de Rus. Later die maand won Richards ook een etappe in de Ronde van Huangshan.

## Overwinningen
2023
4e etappe Ronde van het Poyangmeer
2024
7e etappe Ronde van het Poyangmeer
3e etappe Ronde van Huangshan
Ronde van Batam

## Ploegen
- 2018 –  Team McDonalds Down Under
- 2021 –  MEIYO CCN Pro Cycling Team
- 2022 –  ARA Pro Racing Sunshine Coast
- 2023 –  ARA | Skip Capital
- 2024 –  Roojai Insurance (vanaf 1 juli)
- 2025 –  Roojai Insurance